# 옐레나 드라페코
옐레나 그리고리예브나 드라페코 (러시아어: Еле́на Григо́рьевна Драпе́ко; 1948년 10월 29일 출생)는 러시아의 연극 및 영화 배우이다. 그녀는 1972년부터 30편 이상의 영화와 텔레비전 프로그램에 출연했다. 그녀는 또한 2000년부터 국가두마의 의원이다.

## 경력
1999년 12월 19일, 드라페코는 연방 지구에서 러시아 연방공산당 소속으로 러시아 연방 제3대 국가두마 의원에 당선되었다.
2003년 12월 7일, 그녀는 공산당 명부로 러시아 연방 제4대 국가두마 의원이 되었다. 2004년 그녀는 공산당에서 제명되었지만, 무소속 의원으로 남았다. 2007년 초 그녀는 겐나디 세미긴의 인민애국연합 로디나(Rodina) 파벌에 가입했으며, 2007년 중반에는 알렉산드르 바바코프의 정의 러시아 – 로디나 파벌에 가입했다.
2007년 12월 2일, 그녀는 정의 러시아당 소속으로 러시아 연방 제5대 국가두마 의원에 당선되었다.
2011년 12월 4일, 그녀는 정의 러시아당 소속으로 러시아 연방 제6대 국가두마 의원에 당선되었다.
2016년부터 2021년까지 그녀는 정의 러시아당 소속으로 러시아 연방 제7대 국가두마 의원이었다.
2021년 9월 19일부터 그녀는 러시아 연방 제8대 국가두마 의원이다. 그녀는 공정 러시아 ― 애국자 ― 진실을 위하여 당 소속으로 당선되었다.

## 제재
2022년 11월 29일, 2022년 러시아의 우크라이나 침공 중에 그녀는 우크라이나가 별도의 국가로 존재하지 않으며, 우크라이나는 러시아의 것이고, 우크라이나인들은 러시아의 점령으로 이익을 얻을 것이며, 서방 국가들이 러시아의 공격에 맞서 우크라이나를 돕고 있다는 것이 놀랍다고 주장했다.
2022년 12월, 유럽 연합은 2022년 러시아의 우크라이나 침공과 관련하여 드라페코에게 제재를 가했다.

## 선택된 필모그래피
- 1972년 조용한 새벽 - 리사 브리치키나 역
- 1973년 영원한 부름 - 베라 이뉴티나 역
- 1973년 가린 기사의 실패 - 호텔 근무자 역
- 1975년 낮과 밤 사이 - 지나이다 역
- 1983년 독신자를 위한 제공 - 니나 역

## 영예 및 수상
- 레닌 콤소몰 상 (1979)
- RSFSR 공로 예술가 (1980)
- 메달 "모스크바 850주년 기념" (1997)
- 메달 "상트페테르부르크 300주년 기념" (2003)
- 우정 훈장 (2013)[3]
- 명예 훈장 (2018)[3]

## 내용주
1. ↑  또한 옐레나 그리고리예브나 드라페코로 표기되기도 함[1]